# Слийпи Холоу (филм)
„Слийпи Холоу“ (на английски: Sleepy Hollow) е американски хорър филм на режисьора Тим Бъртън. Филмът е интерпретация на легендата за Конника без глава и е създаден по мотиви от новелата на Уошингтън Ървинг „Легенда за Сънната долина“. Сниман е във Великобритания, с изключение на началните сцени, които са заснети в щата Ню Йорк, недалеч от действителното село Слийпи Холоу.

## Актьорски състав
| Актьор            | Роля                                                                                          |
| ----------------- | --------------------------------------------------------------------------------------------- |
| Джони Деп         | Икабод Крейн – полицай от Ню Йорк                                                             |
| Кристина Ричи     | Катрин Ан Ван Тасел – единствената наследница на един от най-богатите фермери в града         |
| Майкъл Гембън     | Балтус Ван Тасел – бащата на Катрин                                                           |
| Миранда Ричардсън | лейди Мери Ван Тасел – мащехата на Катрин и зла вещица / стара вещица, сестрата на лейди Мери |
| Каспър Ван Дийн   | Бром Ван Брънт – арогантен аристократ, който ухажва Катрин                                    |
| Джефри Джоунс     | Преподобният Стенуик – корумпиран градски пастор                                              |
| Кристофър Лий     | бургомистър                                                                                   |
| Ричард Грифитс    | Самуел Филипс – градски магистрат, пияница                                                    |
| Иън Макдърмид     | Д-р Томас Ланкастър – градски лекар и хирург                                                  |
| Майкъл Гоф        | Джеймс Хардънбрук – градски банкер                                                            |
| Марк Пикъринг     | младият Джонатан Масбат – сирак момче, чийто баща е убит от Конника                           |
| Лиса Мари         | Лейди Крейн – майката на Икабод, убита от съпруга си                                          |
| Стивън Уодингтън  | г-н Килиан                                                                                    |
| Марк Пикъринг     | Масбат – сирак момче, чийто баща е убит от Конника                                            |
| Кристофър Уокън   | Конникът без глава                                                                            |
| Клеър Скинър      | Бет Килиан – градска акушерка                                                                 |
| Алън Армстронг    | Върховен полицай                                                                              |
| Марк Сполдинг     | Джонатан Масбат                                                                               |
| Джесика Ойелово   | Сара                                                                                          |
| Тони Модсли       | Ван Рипър                                                                                     |
| Питър Гинес       | Лорд Крейн – религиозният баща на Икабод, който уби жена си за магьосничество                 |
| Шон Стивънс       | Томас Килиан                                                                                  |

## Снимачен процес
- Филмът получава добри отзиви и през 1999 г. печели Оскар за най-добра художествена режисура.